# Justus van Huysum I

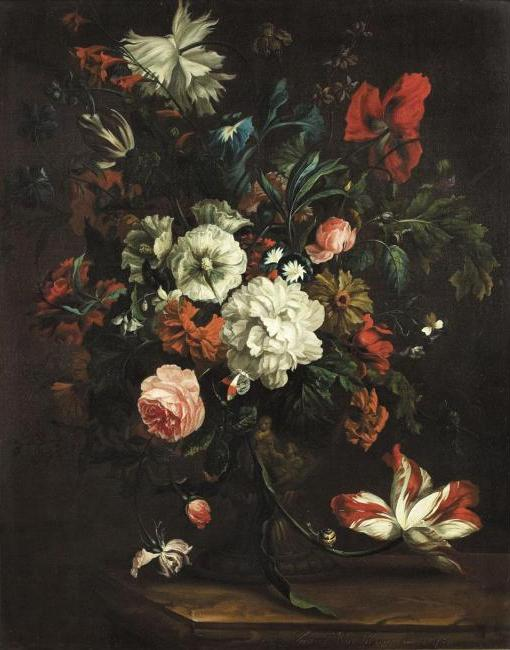
Vaso di fiori su una mensola di pietra (1675)

Justus van Huysum o Huijsum I (Amsterdam, 8 giugno 1659 – Amsterdam, aprile 1716) è stato un pittore e disegnatore olandese, del secolo d'oro olandese.

## Biografia
Fratello minore di Caspar van Huysum, pittore e incisore in Leeuwarden, studiò con Nicolaes Berchem e dipinse varie tipologie di soggetti, come ritratti, marine, paesaggi, soggetti storici e battaglie, ma fu principalmente noto per i suoi dipinti floreali, che risultano più contrastati con il loro sfondo scuro rispetto ai quadri eseguiti con colori più delicati e più chiaramente organizzati del suo maggiormente famoso figlio Jan (1682-1749).
Oltre a Jan, Justus ebbe altri nove figli, di cui altri tre pittori: Justus II, Jacob e Michiel .
Alla sua morte, Justus lasciò ben 663 dipinti, il che lascia pensare che fosse anche un commerciante.
Fu un pittore particolarmente versatile e si dimostrò di buona levatura in ogni tipologia di pittura che avesse affrontato, anche se questo non gli permise di eccellere nel dipingere in un qualche soggetto. Alcune sue opere sono di dimensioni ragguardevoli, perciò probabilmente erano destinate alla decorazione di case, piuttosto che per gallerie. Infatti si pensa che la sua principale occupazione fosse la decorazione di case e palazzi.

## Opere
- Natura morta con rose, peonie, campanule e altri fiori in un'urna scolpita su un davanzale di pietra, olio su tela, 88,7 x 71,2 cm, firmato, 1693[7]
- Fiori, olio su tela, 84 x 70 cm, Museo dell'Ermitage, San Pietroburgo[4]
- Natura morta con fiori in un vaso su un piedistallo di pietra, olio su tela, 97,2 x 85,1 cm[8]
- Natura morta di gigli ed altri fiori in un vaso di vetro su un davanzale di pietra, olio su tela, 64 x 54 cm, firmato[9]
- Paesaggio con animali, L'Aia[10]
- Battaglia con scaramuccia di cavalleria in primo piano, Braunschweig[10]